# Samuel Schumacher
Samuel Schumacher, auch Samuel Schuhmacher (* 7. Oktober, anderes Datum 9. Oktober 1664 in Zofingen; † 23. April 1701 in Melchnau) war ein Schweizer evangelischer Geistlicher und Pietist.

## Leben
Samuel Schumacher war der Sohn des Ratsherrn Hans Georg Schumacher und dessen Ehefrau Dorothea (geb. Zimmerli).

### Werdegang
Er studierte Theologie an der Hohen Schule in Bern und wurde 1689 ordiniert. Zwischen 1689 und 1691 unternahm er, gemeinsam mit Samuel Güldin, Christoph Lutz (* 1662), Johann Jakob Dachs und Samuel Dick (1664–1738), eine akademische Studienreise, die sie nach Genf, Lausanne, Deutschland, die Niederlande, England und Basel führte. Die Reiseziele waren so ausgesucht, dass sie, neben dem Studium, dem Kontakt mit Pietisten dienten, allerdings ist über die Begegnungen in den Niederlanden und England wenig bekannt. Sicher ist jedoch, dass die Vier einzeln oder gemeinsam Johann Jakob Schütz in Frankfurt, Johann Heinrich Horb in Hamburg, die labadistische Gemeinschaft in Wieuwerd bei Leeuwarden, Theodor Undereyck in Bremen, den Schumacher im Winter von 1690/1691 aufsuchte, den Kreis um Philipp Jakob Spener in Berlin und die Stadt Leipzig besuchten, wo es Sympathisanten von August Hermann Francke aus Halle gab.
1691 wurde er Vikar bei Georg Thormann (1655–1708), der seit 1684 Pfarrer in Lützelflüh war, wo er nach seiner Bekehrung in Hausversammlungen, mit bis zu 90 Teilnehmern, erweckliche Versammlungen leitete. Ein Amtskollege sah darin "Winkel-Predigten" und "Wiedertäufferische Versammlungen" und zeigte Schumacher beim Landvogt an; an den Versammlungen nahmen vermutlich auch Täufer teil, die er zwar nicht tolerieren wollte, aber zu bekehren versuchte.
1696 wurde er Pfarrer in Melchnau, verstarb aber bereits, bei angegriffener psychischer und physischer Gesundheit, wenige Jahre nach den Sanktionen des Berner Pietistenprozesses von 1699. Nach einer Inschrift auf einem Sandstein an seinem Grabmal starb er am 23. April 1701.

### Pietistisches Wirken
Samuel Schumacher spielte, als einer der ersten Schweizer Pietisten, für den Pietismus im Oberaargau und als Verbindungsmann zwischen dem Berner und dem Zürcher Zweig der Bewegung eine wichtige Rolle. Seine Briefe nach Bremen und Halle gehören zu den wertvollsten Quellen für die Anfänge des Pietismus in Bern.
In Genf gründete er mit seinen Freunden ein pietistisches Konventikel und befasste sich mit Werken der quietistischen Mystik.
1699 wurde er im großen Berner Pietistenprozess des Grossen Rats zwar wegen seiner pietistischen Bestrebungen mit Busszahlung bestraft und musste der neuen Lehre entsagen, wurde aber im Amt belassen.